# 原山支石墓群
原山支石墓群（はらやましせきぼぐん）は、長崎県南島原市（旧南高来郡北有馬町）に所在する縄文時代終末期の遺跡。一般に原山ドルメンとも呼ばれている。国内の支石墓遺跡として最古最大のものと言われる。1972年（昭和47年）11月6日国の史跡に指定された。

## 概要
島原半島南西部の標高250メートル付近の台地上に位置する。もと3群から成っていたが、うち第1群は開墾によって失われ、現在は「第3支石墓群」と「第2支石墓群」のみ残っている。第3群は40基あまり、第2群は6基の支石墓から成る。1960年（昭和35年）、1961年（昭和36年）、1971年の3次にわたり、日本考古学協会西北九州総合調査特別委員会（森貞次郎主任）によって調査された。36基の支石墓と籾の圧痕のある縄文時代晩期土器などを検出した。
第2群は金網によって保護されていて一般人の立ち入りは困難だが、第3群は「原山農村公園」の一角として整備されている。
支石の下には土壙を持つものと箱式石棺を持つものがあり、更に内部に甕棺を持つものも見られる。箱式石棺には極端に短くて深いものが少なくなく、それらに埋葬された遺体は横たわる姿勢ではなく蹲踞の姿勢で屈葬されたものと考えられている。甕棺には刻目突帯や籾圧痕が認められた。なお副葬品など遺物は乏しいが、縄文時代晩期の土器や石包丁が発見された。縄文文化と稲作の関係を探る上でも注目される遺跡である。
中国大陸（浙江省）からの稲作伝来の時期が縄文時代晩期に溯ると推定され、日本における稲作の伝来と開始を示す遺跡として史跡に指定された。